# Gare de Yonkers
La  gare de Yonkers est une gare ferroviaire américaine située à Yonkers, dans la banlieue nord de New York ; elle est desservie par plusieurs lignes d'Amtrak.

## Histoire
Elle est construite en 1911 pour la New York Central Railroad.

## Service des voyageurs

### Desserte
Elle est desservie par des liaisons longue-distance Amtrak :
- L'Adirondack: Montréal - New York
- L'Empire Service: Niagara Falls (NY) - New York
- L'Ethan Allen Express: Rutland - New York
- Le Maple Leaf: Toronto - New York

ainsi que l'Hudson Line de Metro-North.